# Kombinat Zellstoff und Papier Heidenau

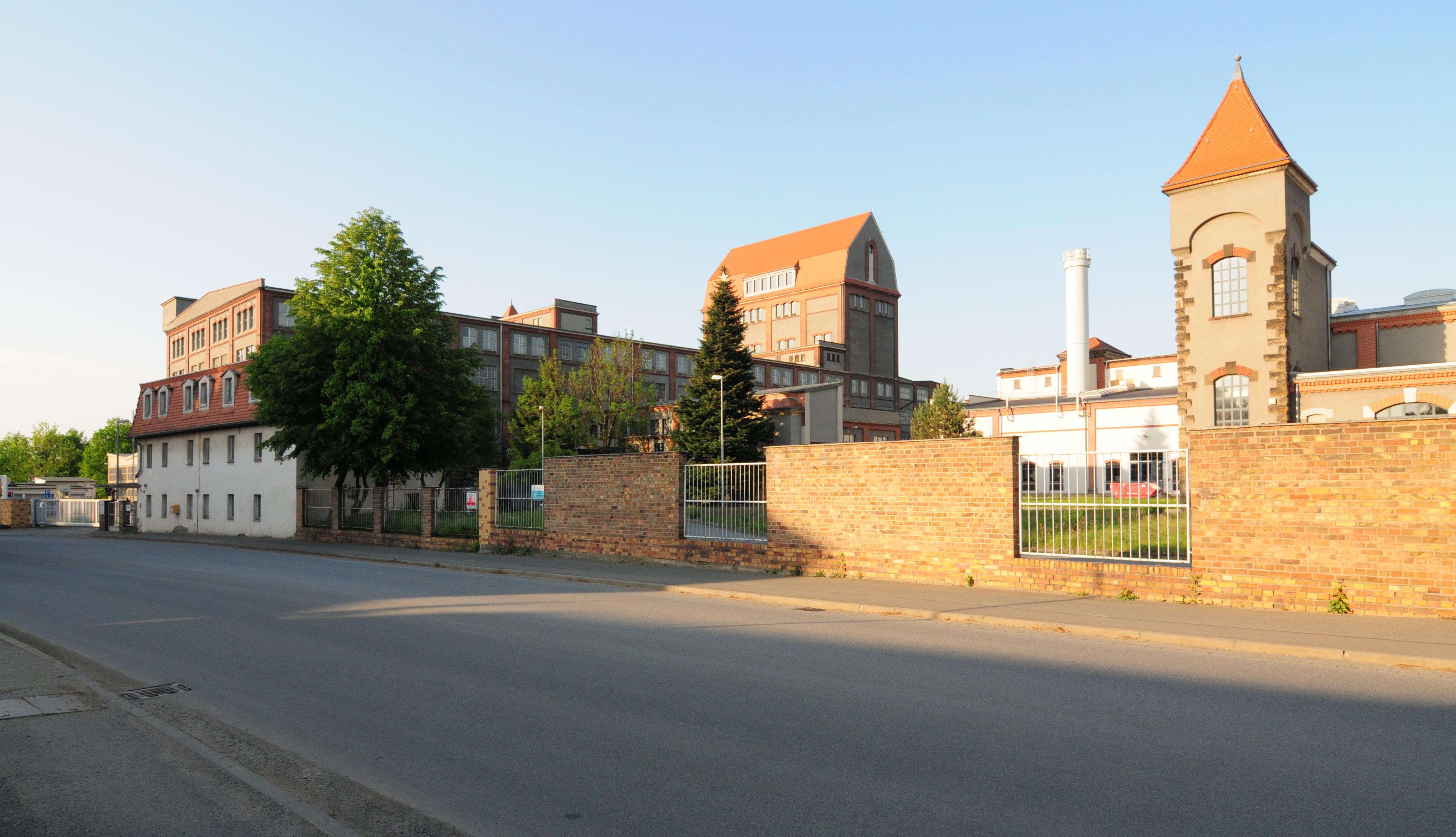
Blick zum Gebäude des ehemaligen Stammbetriebs von Kombinat Zellstoff und Papier Heidenau an der Pirnaer Straße

Das VE Kombinat Zellstoff und Papier Heidenau in Heidenau war eine bedeutende Gruppe Volkseigener Betriebe der DDR zur Herstellung von Papiererzeugnissen. Es war aus der VVB Zellstoff Papier Pappe (seit 1952) hervorgegangen und existierte von 1979 bis 1990. Einige Werke hatten noch Betriebsteile (z. B. Papierfabriken Penig).

## Liste einiger Kombinatsbetriebe
- VEB Zellstoff und Papier Heidenau (Stammbetrieb, ehemals Dresdner Chromo- und Kunstdruck-Papierfabrik Krause & Baumann AG Heidenau)
- VEB Kaolinwerk Caminau
- VEB Vereinigte Pappen- und Kartonagenwerke, Sitz Glashütte (Werke in Rauscha und Großschirma)
- VEB Papierfabrik Greiz
- VEB Zellstoffwerk Gröditz
- VEB Papierfabrik Hainsberg
- VEB HERMES Grafischer Spezialbetrieb Halle
- VEB Papierfabriken Heiligenstadt Heipa
- VEB Papierfabrik Königstein
- VEB Papierfabrik Kriebstein
- VEB Zellstoff- und Papierfabrik Merseburg
- VEB Feinpapierfabrik Neu Kaliß
- VEB Papier- und Kartonfabriken Niederschlema (Werk in Fährbrücke, Langenbach)
- VEB Papierfabriken Penig
- VEB Vereinigte Zellstoffwerke Pirna
- VEB Zellstoff- und Papierfabrik Rosenthal
- VEB Papier- und Kartonwerke Schwedt
- VEB Zellstoff- und Papierfabriken Trebsen
- VEB Freiburger Zellstoff- und Papierfabrik zu Weißenborn
- VEB Vulkanfiber-Fabrik Werder
- VEB Papierfabrik Wolfswinkel
- VEB Preßspan- und Spezialpappenfabrik Zwönitz (Werk in Thalheim)
- VEB Außenhandelsbetrieb Zellstoff und Papier Export-Import Berlin